# Пам'ятник Тарасові Шевченку (Дергачі)
Пам'ятник Тарасові Шевченку в Дергачах — пам'ятник українському поетові Тарасові Григоровичу Шевченку в Дергачах. Пам'ятник розташований у сквері поряд з місцевим будинком культури.
Ініціатором створення пам'ятника був генерал-полковник міліції Олександр Бандурка, він же був головою правління Дергачівського районного благодійного фонду соціального розвитку, який і профінансував будівництво. Урочисте відкриття пам'ятника відбулося 19 серпня 2001 року і було присвячене 140-річчю від року смерті поета та десятої річниці Незалежності України. Пам'ятник освятив єпископ Ізюмський Онуфрій (Легкий), також на відкритті були присутні: голова облдержадміністрації Євген Кушнарьов, Дергачівський міський голова Олександр Лисицький, голова Дергачівської райдержадміністрації Віталій Кім, голова Шевченківської райдержадміністрації В. Гарячий та ініціатор створення Олександр Бандурка.
Пам'ятник було створено скульпторами Олександром Демченко, Василем Семенюком, Олексою Шаулісом і архітектором Володимиром Лаптєвим.